# Yemisi Aribisala
Yemisi Aribisala (sinh ngày 27 tháng 4 năm 1973) là một nhà tiểu luận, nhà văn và nhà hồi ký ẩm thực người Nigeria. Cô được mô tả là người có "chất giọng không sợ hãi, dí dỏm và không biện giải", được Sarah Ladipo Manyika nêu tên là một trong bảy chất giọng quốc tế mới và táo bạo.
Aribisala nổi tiếng với công việc của mình trong việc ghi lại nét ẩm thực Nigeria như một điểm khởi đầu cho những suy nghĩ và hiểu biết về văn hóa xã hội. Cuốn sách đầu tiên của cô, Longthroat Memoirs: Soups, Sex, and the Nigerian Taste Buds đã giành giải thưởng John Avery tại Giải thưởng Sách André Simon 2016.
Cô hiện đang sống ở Cape Town, Nam Phi với người con của mình.

## Cuộc sống và sự nghiệp
Aribisala theo học tại Đại học Wolverhampton, Vương quốc Anh, nơi cô có bằng luật năm 1995. Sau đó, cô lấy được bằng thạc sĩ về Legal Aspects of Maritime Affairs and International Transport (các Khía cạnh Pháp lý Vấn đề Hàng hải và Vận tải Quốc tế) từ Đại học Wales, Cardiff, vào năm 1997.

## Viết lách
Cô là chủ bút sáng lập ấn phẩm văn học và văn hóa Nigeria Tạp chí Farafina
Từ năm 2009 đến 2011, bà đảm nhận chuyên mục ẩm thực cho tờ báo 234Next, nơi bà lần đầu tiên được đọc giả chú ý dưới cái tên "Yẹ́misí Ogbe".
Cô thường xuyên đóng góp các ấn phẩm văn học, bao gồm cả Chimurenga Chronicle, một tờ báo văn hóa tiên phong.